# Giuseppe Shen Bin
Giuseppe Shen Bin (Qidong, 23 febbraio 1970) è un vescovo cattolico cinese, dal 15 luglio 2023 vescovo di Shanghai.

## Biografia
È nato a Qidong, nella provincia di Jiangsu, il 23 febbraio 1970.

### Formazione e ministero sacerdotale
Ha compiuto gli studi filosofici a Shanghai e quelli teologici a Pechino.
Il 1º novembre 1996 è stato ordinato presbitero.
Dopo l'ordinazione ha operato nella diocesi di Haimen: inizialmente è stato vicario parrocchiale nella parrocchia del Sacro Cuore di Gesù, poi ha ricoperto il ruolo di vicario generale e, infine, è stato parroco nella parrocchia della Madre di Dio.

### Ministero episcopale
Il 17 aprile 2010 è stato nominato vescovo di Haimen, con il consenso del governo cinese e della Santa Sede. Il 21 aprile seguente ha ricevuto l'ordinazione episcopale dal vescovo John Fang Xing Yao.
Dal 2022 è anche presidente dell'organismo denominato "Collegio dei Vescovi Cattolici Cinesi".
Il 15 luglio 2023 papa Francesco lo ha nominato vescovo di Shanghai, dove si era già insediato per indicazione del governo cinese il 4 aprile precedente.

## Genealogia episcopale e successione apostolica
La genealogia episcopale è:
- Cardinale Scipione Rebiba
- Cardinale Giulio Antonio Santori
- Cardinale Girolamo Bernerio, O.P.
- Arcivescovo Galeazzo Sanvitale
- Cardinale Ludovico Ludovisi
- Cardinale Luigi Caetani
- Cardinale Ulderico Carpegna
- Cardinale Paluzzo Paluzzi Altieri degli Albertoni
- Papa Benedetto XIII
- Papa Benedetto XIV
- Papa Clemente XIII
- Cardinale Marcantonio Colonna
- Cardinale Giacinto Sigismondo Gerdil, B.
- Cardinale Giulio Maria della Somaglia
- Cardinale Carlo Odescalchi, S.I.
- Cardinale Costantino Patrizi Naro
- Cardinale Serafino Vannutelli
- Cardinale Domenico Serafini, Cong. Subl. O.S.B.
- Cardinale Pietro Fumasoni Biondi
- Cardinale Antonio Riberi
- Arcivescovo Ignatius P'i-Shu-Shih
- Vescovo Joseph Zhong Huai-de
- Vescovo Thomas Zhao Feng Wu, S.V.D.
- Vescovo John Fang Xing Yao
- Vescovo Giuseppe Shen Bin

La successione apostolica è:
- Vescovo Taddeo Wang Yuesheng (2024)